# Papiri Carbó
Els Papiri Carbó foren una família romana d'origen plebeu que formava part de la gens Papíria i que portava el cognom de Carbó.
Els seus membres més destacats van ser:
- Gai Papiri Carbó, pretor el 168 aC
- Gai Papiri Carbó, magistrat i polític romà, contemporani i amic dels Gracs.
- Gneu Papiri Carbó, cònsol romà el 113 aC
- Marc Papiri Carbó, cavaller romà.
- Publi Papiri Carbó, cavaller romà.
- Gai Papiri Carbó Arvina, polític romà del partit aristocràtic.
- Gneu Papiri Carbó, Cònsol i polític romà, cap dels populars.

Hi ha descendència fins a l'actualitat. Al Palazzo Mattei, entre la via Michelangelo Caetani i via dei Funari, de Roma en el rione Sant'Angelo, hi ha testimoni d'un bust amb la toga i la lloriga del pretor Gai Papiri Carbó.